# Leichtathletik-Weltmeisterschaften 2011/110 m Hürden der Männer

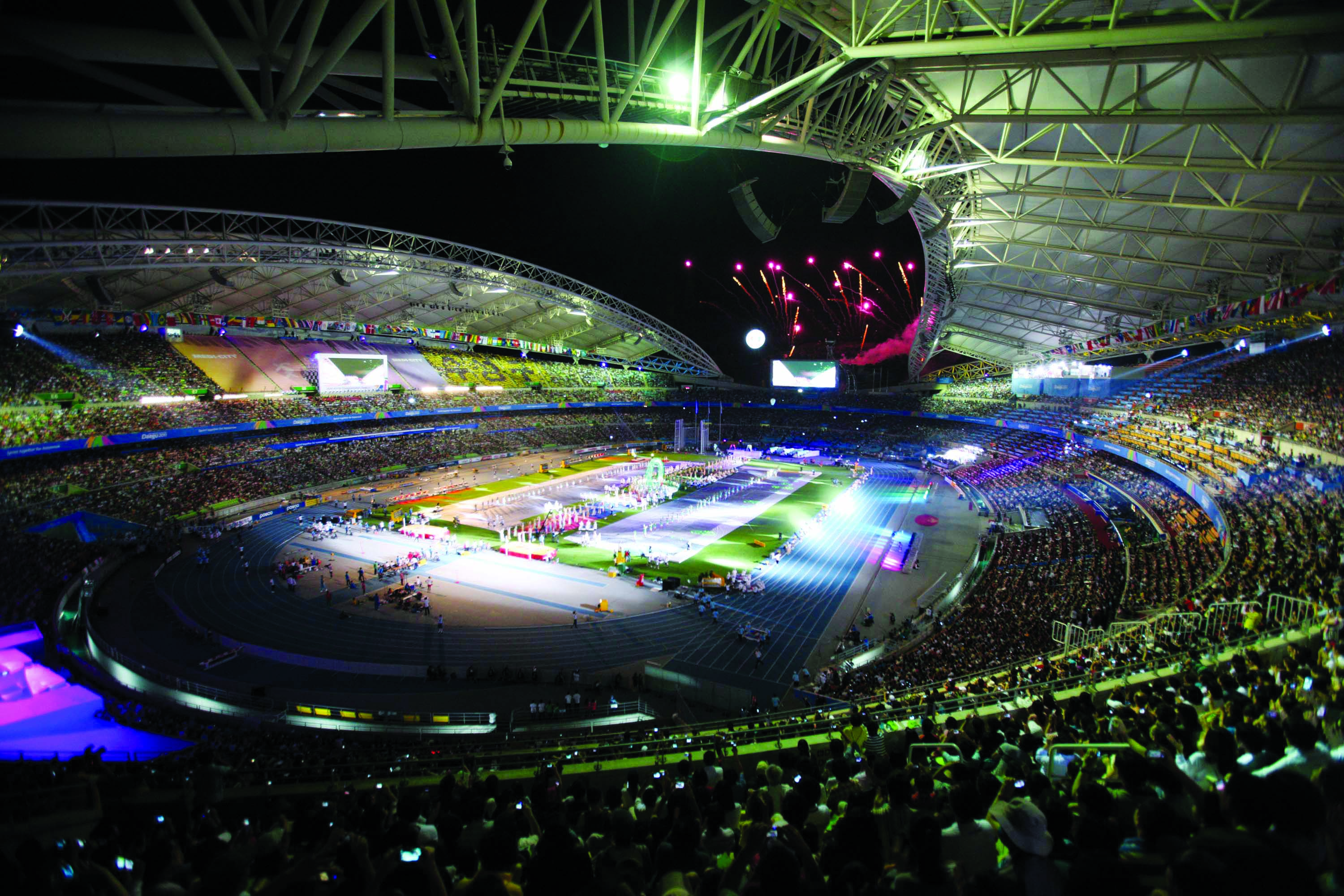
Das Daegu-Stadion im Jahr 2010

Der 110-Meter-Hürdenlauf der Männer bei den Leichtathletik-Weltmeisterschaften 2011 wurde am 28. und 29. August 2011 im Daegu-Stadion der südkoreanischen Stadt Daegu ausgetragen.
Weltmeister wurde überraschend der US-Amerikaner Jason Richardson.

Den zweiten Platz belegte der chinesische Olympiasieger von 2004, Weltmeister von 2007, Vizeweltmeister von 2005 und WM-Dritte von 2003 Liu Xiang.

Bronze ging an den amtierenden Europameister und EM-Dritten von 2006 Andrew Turner aus Großbritannien.
Im Finale hatte der kubanische Weltrekordinhaber Dayron Robles als Erster das Ziel erreicht, wurde nachträglich jedoch disqualifiziert, weil er Liu Xiang zwei Mal behindert hatte. Der Chinese, dem neun Hundertstelsekunden zum Sieg gefehlt hatten, sagte hinterher dazu, dass die Behinderungen nicht absichtlich geschehen seien, er aber selbst den Titel gewonnen hätte, wenn es keine Behinderungen gegeben hätte.
Der Ausgang des Kampfs um die Bronzemedaille war äußerst eng. Der viertplatzierte US-Amerikaner David Oliver verpasste das Edelmetall nur um acht Tausendstelsekunden. Nach Hundertstelsekunden waren Andrew Turner und David Oliver mit 13,44 s zeitgleich. Gemessen, aber nicht offiziell angegeben, wurden auch Tausendstelsekunden. Danach standen für Turner 13,432 s und für Oliver 13,440 s zu Buche.

## Bestehende Rekorde
| Weltrekord | 12,87 s | Dayron Robles | Ostrava, Tschechien               | 12. Juni 2008   |
| WM-Rekord  | 12,91 s | Colin Jackson | WM 1993 in Stuttgart, Deutschland | 20. August 1993 |

Wie bei den vorangegangenen Weltmeisterschaften in Berlin wurde der bestehende Weltmeisterschaftsrekord hier weit verfehlt. Die 13-Sekunden-Marke wurde nicht unterboten, die schnellste Zeit gab es im Finale mit 13,16 s. Allerdings waren die Windbedingungen in den meisten Rennen nicht günstig, allzu oft hatten die Läufer es mit Gegenwind zu tun, im Finale blies ihnen der Wind mit 1,1 Metern pro Sekunde entgegen.

## Vorrunde
Die Vorrunde wurde in vier Läufen durchgeführt. Die ersten drei Athleten pro Lauf – hellblau unterlegt – sowie die darüber hinaus vier zeitschnellsten Läufer – hellgrün unterlegt – qualifizierten sich für das Halbfinale.
Im vierten Vorlauf kam es zu einer Gleichplatziertheit zweier Hürdensprinter auf dem dritten Platz. Beide qualifizierten sich über ihre Platzierung für die nächste Runde. Somit gab es einen Wettbewerber mehr als vorgesehen, der sich direkt qualifiziert hatte, und die Zahl der über die Zeitregel qualifizierten Athleten wurde auf drei reduziert. Es hätte sich allerdings nichts geändert, wenn es nicht zur Gleichplatziertheit gekommen wäre, denn der viertplatzierte Teilnehmer im vierten Vorlauf hätte dann über seine Zeit das Halbfinale erreicht.

### Vorlauf 1

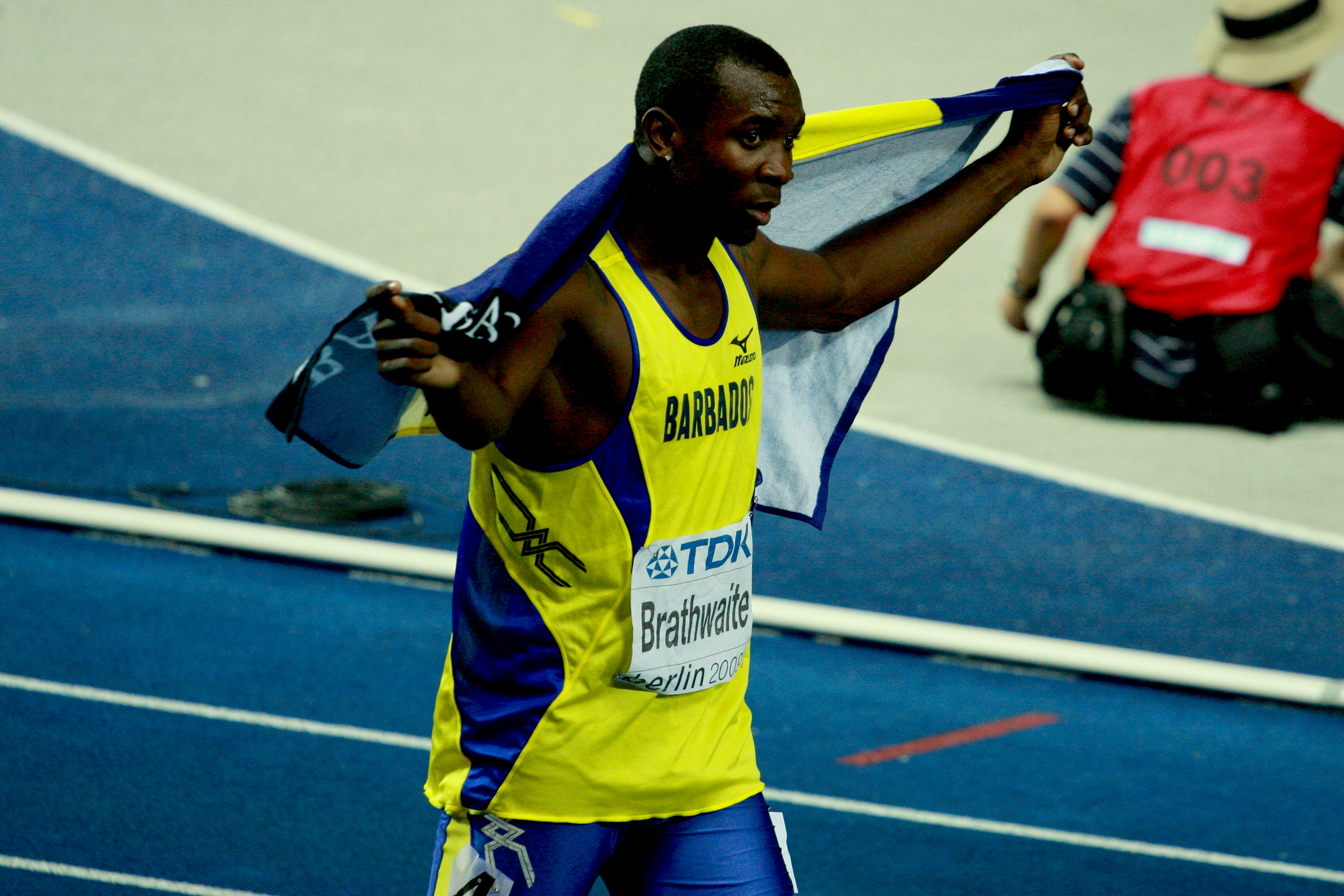
Ryan Brathwaite – ausgeschieden als Fünfter in 13,57 s
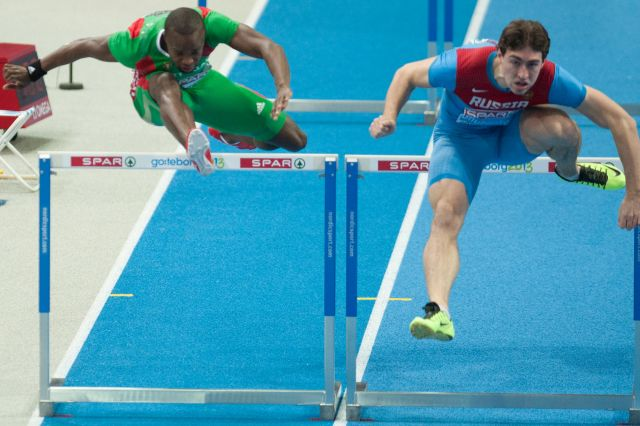
Sergei Schubenkow (rechts) – ausgeschieden als Sechster in 13,70 s
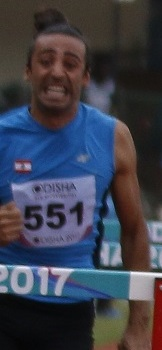
Ahmad Hazer – ausgeschieden als Achter in 14,42 s

28. August 2011, 9:50 Uhr
Wind: +1,0 m/s
| Platz | Name              | Nation              | Zeit (s) |
| ----- | ----------------- | ------------------- | -------- |
| 1     | Liu Xiang         | Volksrepublik China | 13,20    |
| 2     | Andrew Turner     | Großbritannien      | 13,32    |
| 3     | Willi Mathiszik   | Deutschland         | 13,53    |
| 4     | Richard Phillips  | Jamaika             | 13,53    |
| 5     | Ryan Brathwaite   | Barbados            | 13,57    |
| 6     | Sergei Schubenkow | Russland            | 13,70    |
| 7     | Andreas Kundert   | Schweiz             | 13,87    |
| 8     | Ahmad Hazer       | Libanon             | 14,42    |

### Vorlauf 2
28. August 2011, 9:58 Uhr
Wind: −0,2 m/s
| Platz | Name                    | Nation         | Zeit (s) |
| ----- | ----------------------- | -------------- | -------- |
| 1     | Jason Richardson        | USA            | 13,19    |
| 2     | Dwight Thomas           | Jamaika        | 13,31    |
| 3     | Ronald Forbes           | Cayman Islands | 13,54    |
| 4     | Konstandinos Douvalidis | Griechenland   | 13,59    |
| 5     | Lawrence Clarke         | Großbritannien | 13,65    |
| 6     | Alexander John          | Deutschland    | 13,68    |
| 7     | Dominik Bochenek        | Polen          | 13,96    |
| 8     | Balázs Baji             | Ungarn         | 14,06    |

Im zweiten Vorlauf ausgeschiedene Hürdensprinter:

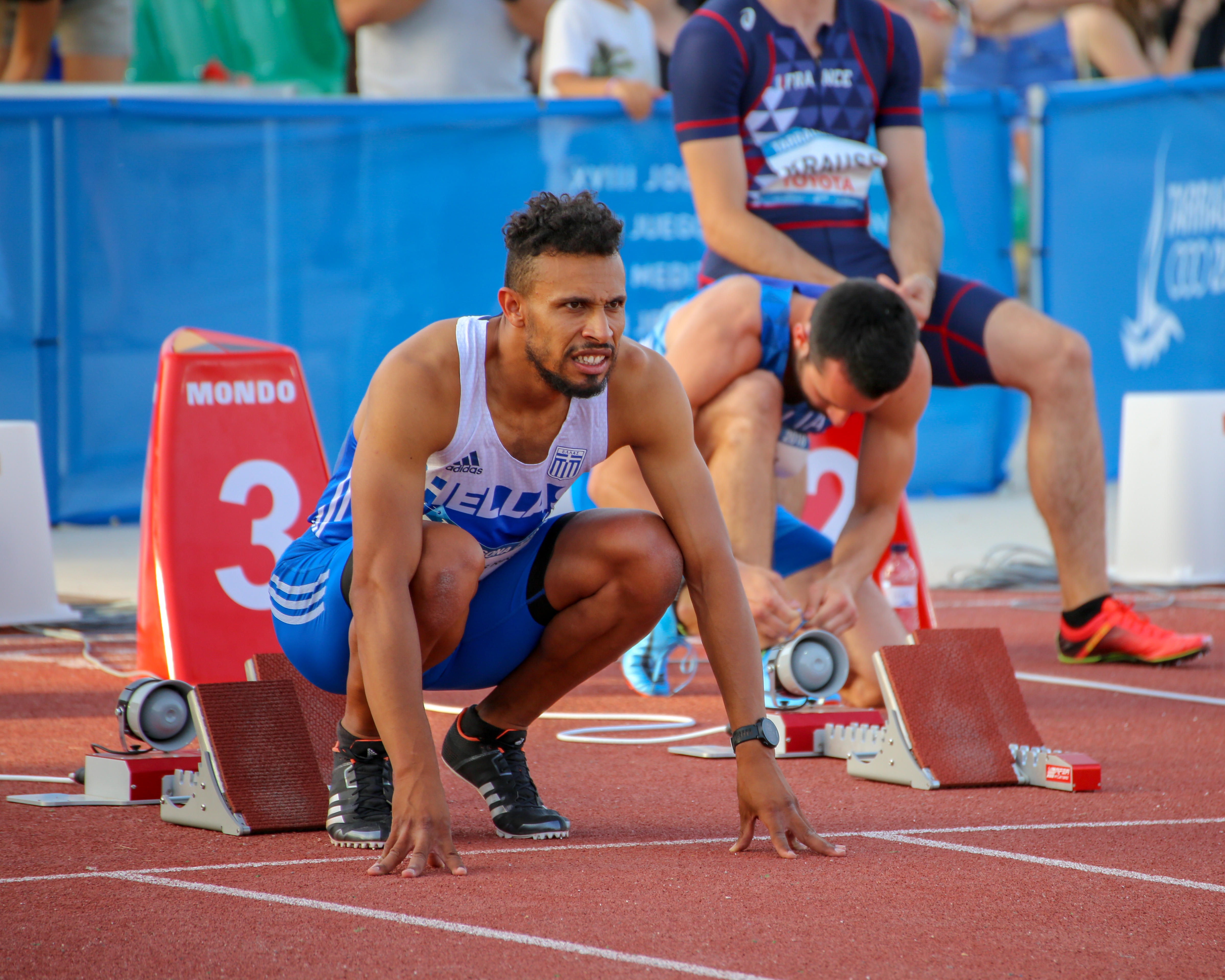
Konstadínos Douvalídis (links) Rang vier in 13,59 s
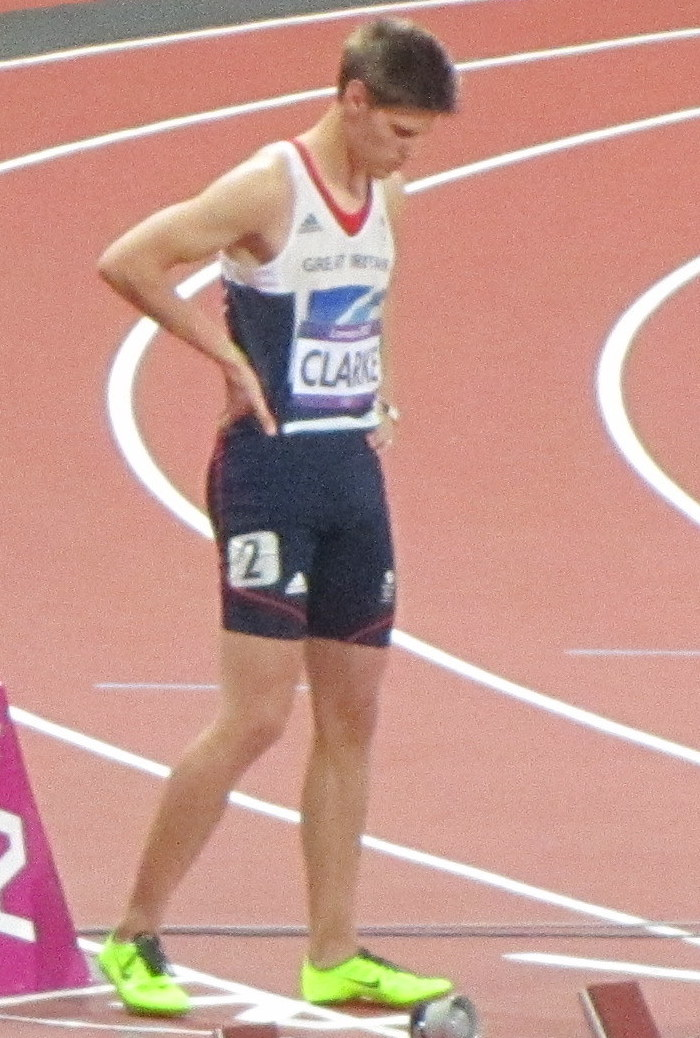
Lawrence Clarke Rang fünf in 13,65 s
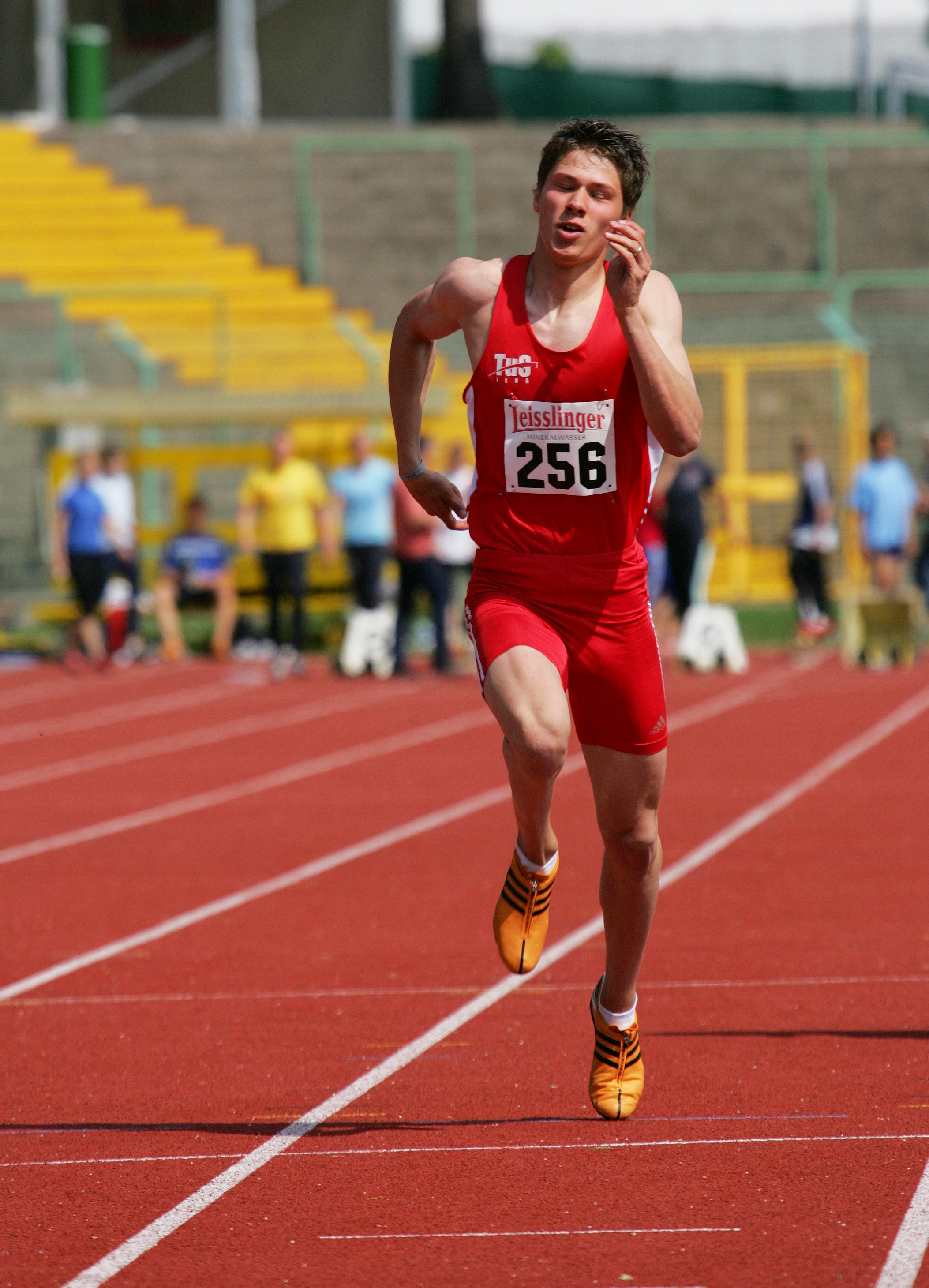
Alexander John Rang sechs in 13,68 s
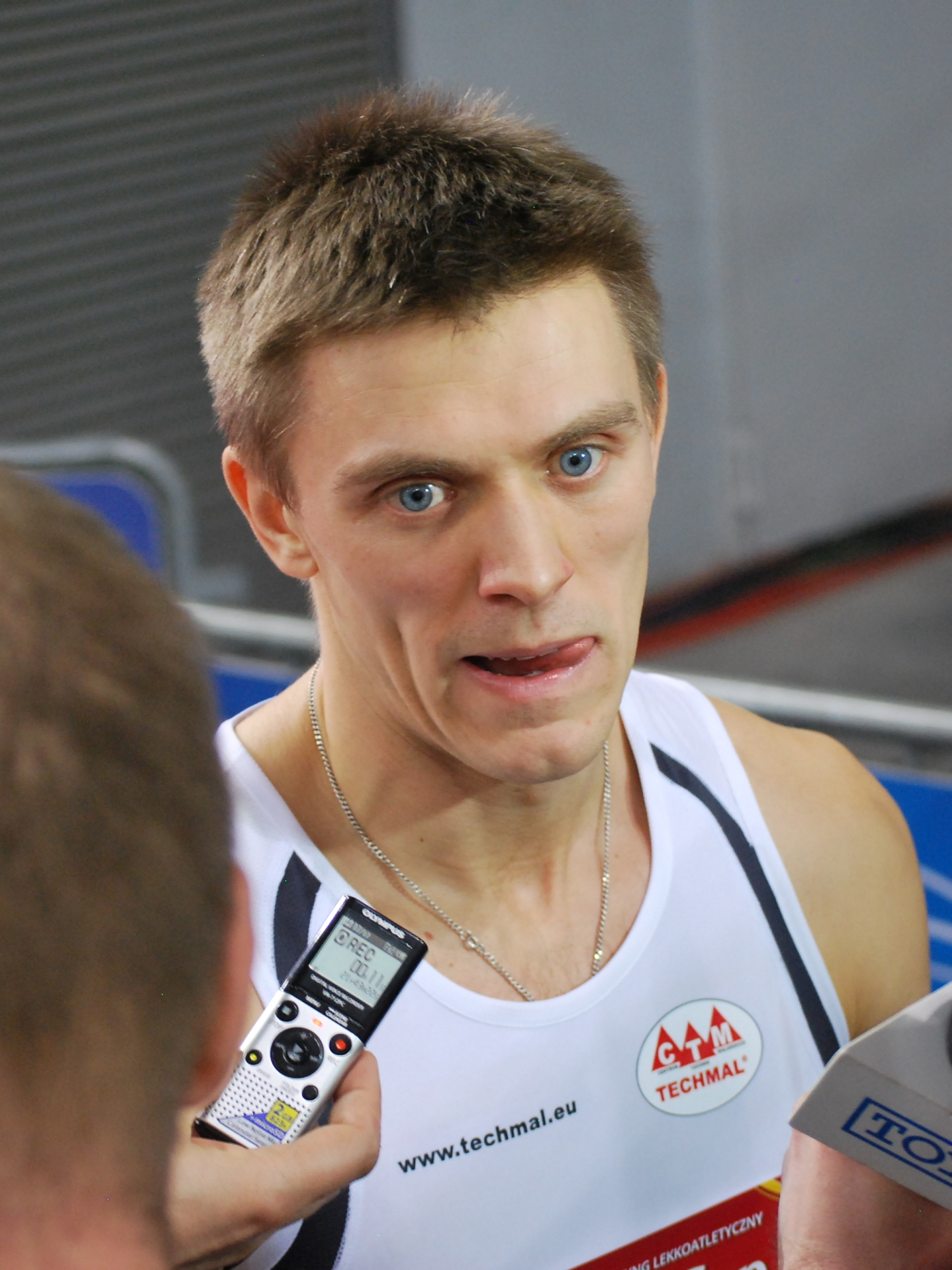
Dominik Bochenek Rang sieben in 13,96 s

### Vorlauf 3

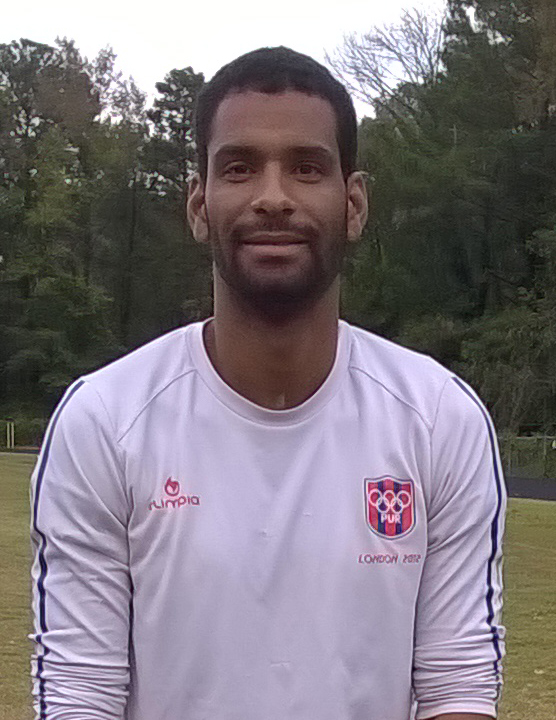
Héctor Cotto – ausgeschieden als Sechster in 13,60 s

28. August 2011, 10:06 Uhr
Wind: +1,4 m/s
| Platz | Name            | Nation              | Zeit (s) |
| ----- | --------------- | ------------------- | -------- |
| 1     | David Oliver    | USA                 | 13,27    |
| 2     | Jiang Fan       | Volksrepublik China | 13,47    |
| 3     | Andrew Riley    | Jamaika             | 13,47    |
| 4     | Dimitri Bascou  | Frankreich          | 13,51    |
| 5     | William Sharman | Großbritannien      | 13,52    |
| 6     | Héctor Cotto    | Puerto Rico         | 13,60    |
| 7     | Lehann Fourie   | Südafrika           | 13,86    |
| 8     | Iong Kim Fai    | Macau               | 15,35    |

### Vorlauf 4

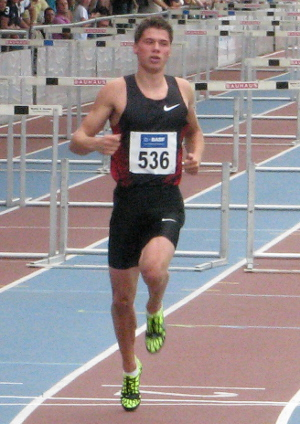
Erik Balnuweit – ausgeschieden als Fünfter in 13,56 s
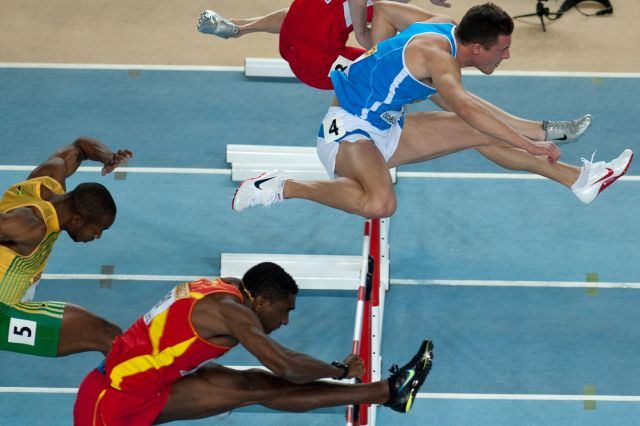
Emanuele Abate (blaues Trikot) – ausgeschieden als Sechster in 13,63 s

28. August 2011, 10:14 Uhr
Wind: −0,3 m/s
| Platz | Name               | Nation              | Zeit (s) |
| ----- | ------------------ | ------------------- | -------- |
| 1     | Aries Merritt      | USA                 | 13,36    |
| 2     | Dayron Robles      | Kuba                | 13,42    |
| 3     | Shi Dongpeng       | Volksrepublik China | 13,55    |
| 3     | Paulo Villar       | Kolumbien           | 13,55    |
| 5     | Erik Balnuweit     | Deutschland         | 13,56    |
| 6     | Emanuele Abate     | Italien             | 13,63    |
| 7     | Othmane Hadj Lazib | Algerien            | 13,63    |
| 8     | Park Tae-kyong     | Südkorea            | 13,83    |

## Halbfinale
Aus den beiden Halbfinalläufen qualifizierten sich die jeweils ersten drei Athleten – hellblau unterlegt – sowie die darüber hinaus zwei zeitschnellsten Läufer – hellgrün unterlegt – für das Finale.

### Halbfinallauf 1

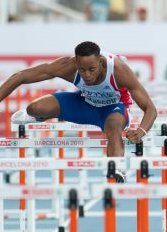
Dimitri Bascou – ausgeschieden als Fünfter in 13,62 s
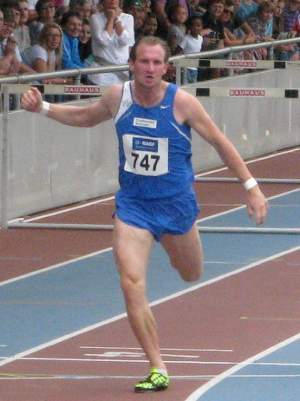
Willi Mathiszik – ausgeschieden als Achter in 13,81 s

29. August 2011, 19:00 Uhr
Wind: −1,4 m/s
| Platz | Name             | Nation              | Zeit (s) |
| ----- | ---------------- | ------------------- | -------- |
| 1     | Liu Xiang        | Volksrepublik China | 13,31    |
| 2     | Aries Merritt    | USA                 | 13,32    |
| 3     | Dayron Robles    | Kuba                | 13,32    |
| 4     | Andrew Turner    | Großbritannien      | 13,44    |
| 5     | Dimitri Bascou   | Frankreich          | 13,62    |
| 6     | Paulo Villar     | Kolumbien           | 13,73    |
| 7     | Richard Phillips | Jamaika             | 13,76    |
| 8     | Willi Mathiszik  | Deutschland         | 13,81    |

### Halbfinallauf 2

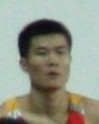
Shi Dongpeng – ausgeschieden als Fünfter in 13,57 s
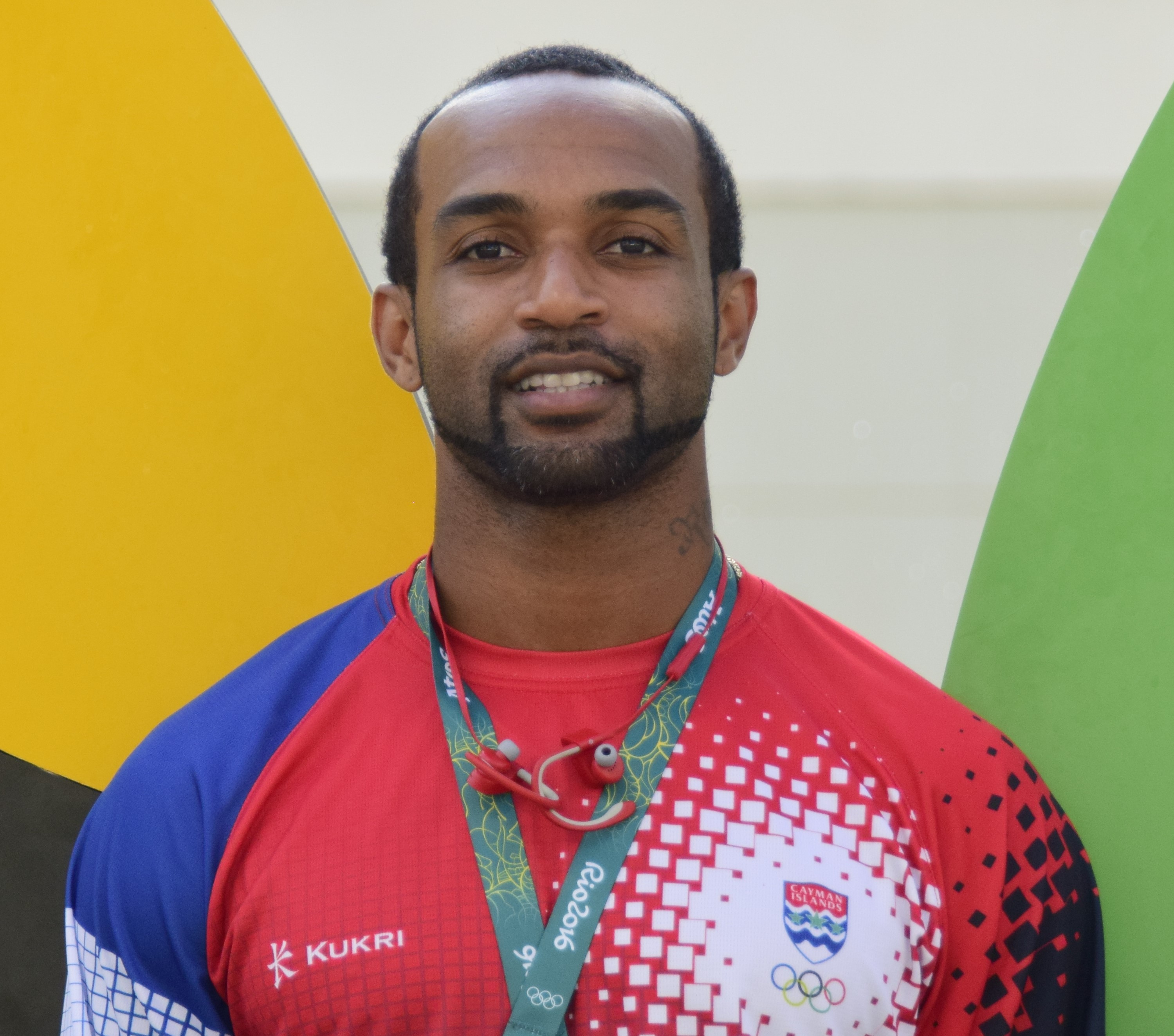
Ronald Forbes – ausgeschieden als Sechster in 13,67 s

29. August 2011, 19:08 Uhr
Wind: −1,6 m/s
| Platz | Name             | Nation              | Zeit (s) |
| ----- | ---------------- | ------------------- | -------- |
| 1     | Jason Richardson | USA                 | 13,11    |
| 2     | David Oliver     | USA                 | 13,40    |
| 3     | William Sharman  | Großbritannien      | 13,51    |
| 4     | Dwight Thomas    | Jamaika             | 13,56    |
| 5     | Shi Dongpeng     | Volksrepublik China | 13,57    |
| 6     | Ronald Forbes    | Cayman Islands      | 13,67    |
| 7     | Jiang Fan        | Volksrepublik China | 13,71    |
| 8     | Andrew Riley     | Jamaika             | 13,75    |

## Finale

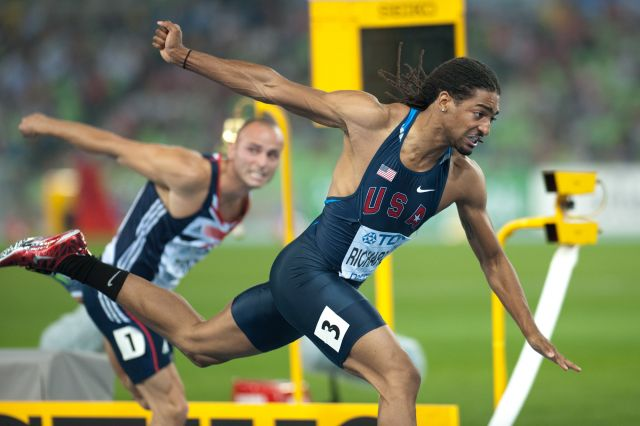
Zieleinlauf über 110 Meter Hürden, im Datei: Weltmeister Jason Richardson und der drittplatzierte Andrew Turner

29. August 2011, 21:25 Uhr
Wind: −1,1 m/s
| Platz | Name             | Nation              | Zeit (s)                            | nach Tausendstelsek. (nicht offiziell) |
| ----- | ---------------- | ------------------- | ----------------------------------- | -------------------------------------- |
| 1     | Jason Richardson | USA                 | 13,16                               |                                        |
| 2     | Liu Xiang        | Volksrepublik China | 13,27                               |                                        |
| 3     | Andrew Turner    | Großbritannien      | 13,44                               | 13,432                                 |
| 4     | David Oliver     | USA                 | 13,44                               | 13,440                                 |
| 5     | William Sharman  | Großbritannien      | 13,67                               |                                        |
| 5     | Aries Merritt    | USA                 | 13,67                               |                                        |
| DNF   | Dwight Thomas    | Jamaika             |                                     |                                        |
| DSQ   | Dayron Robles    | Kuba                | 13,14 IAAF Rule 163.2 – Behinderung | 13,14 IAAF Rule 163.2 – Behinderung    |

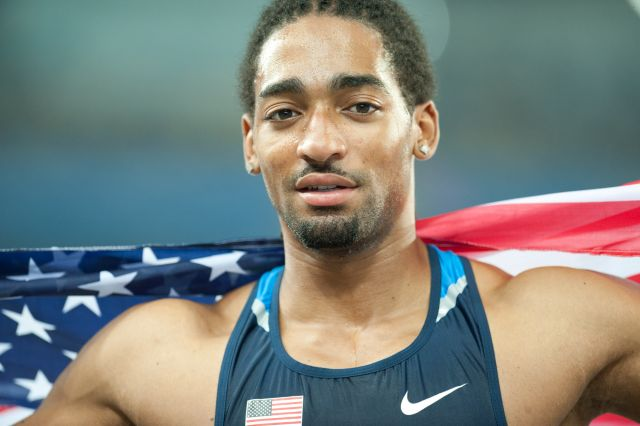
Überraschungsweltmeister Jason Richardson
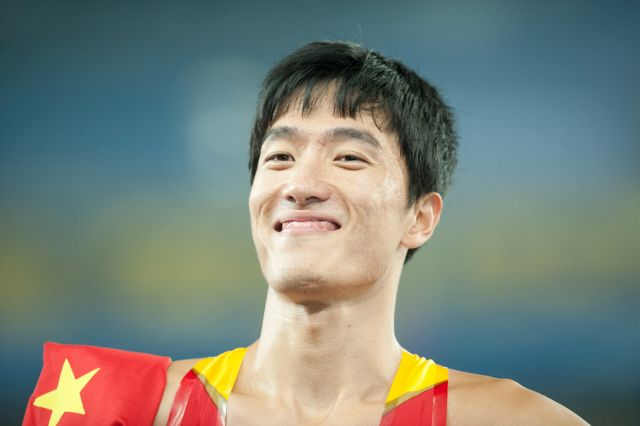
Vizeweltmeister Liu Xiang, unter anderem Olympiasieger von 2004 und Weltmeister von 2007, wurde zweimal behindert und hätte ansonsten eventuell gewonnen
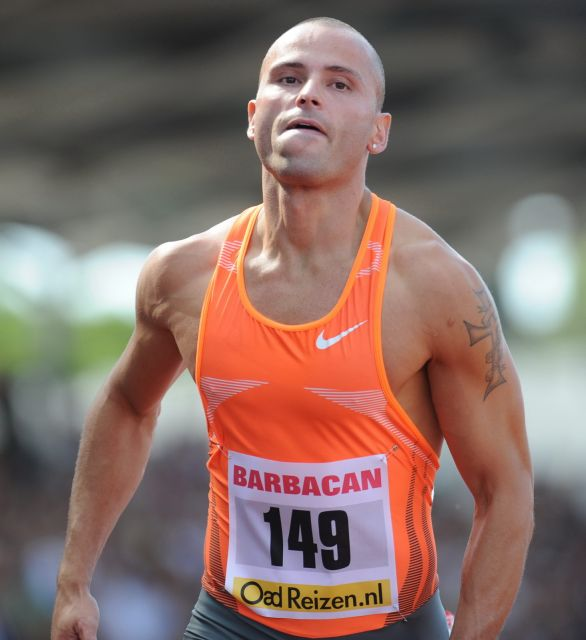
Bronzemedaillengewinner Andrew Turner, amtierender Europameister
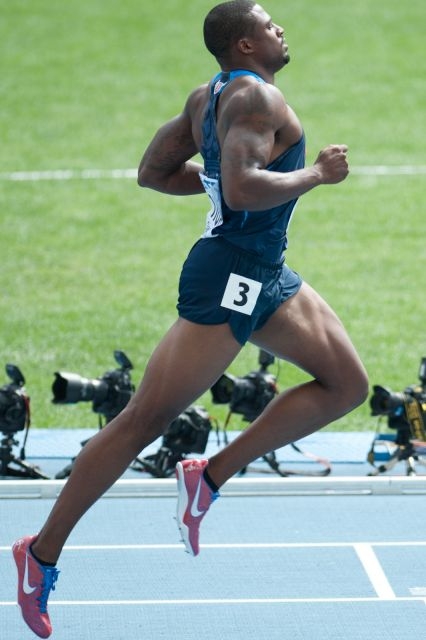
Der viertplatzierte David Oliver, 2008 Olympiadritter, verpasste Bronze nur um acht Tausendstelsekunden
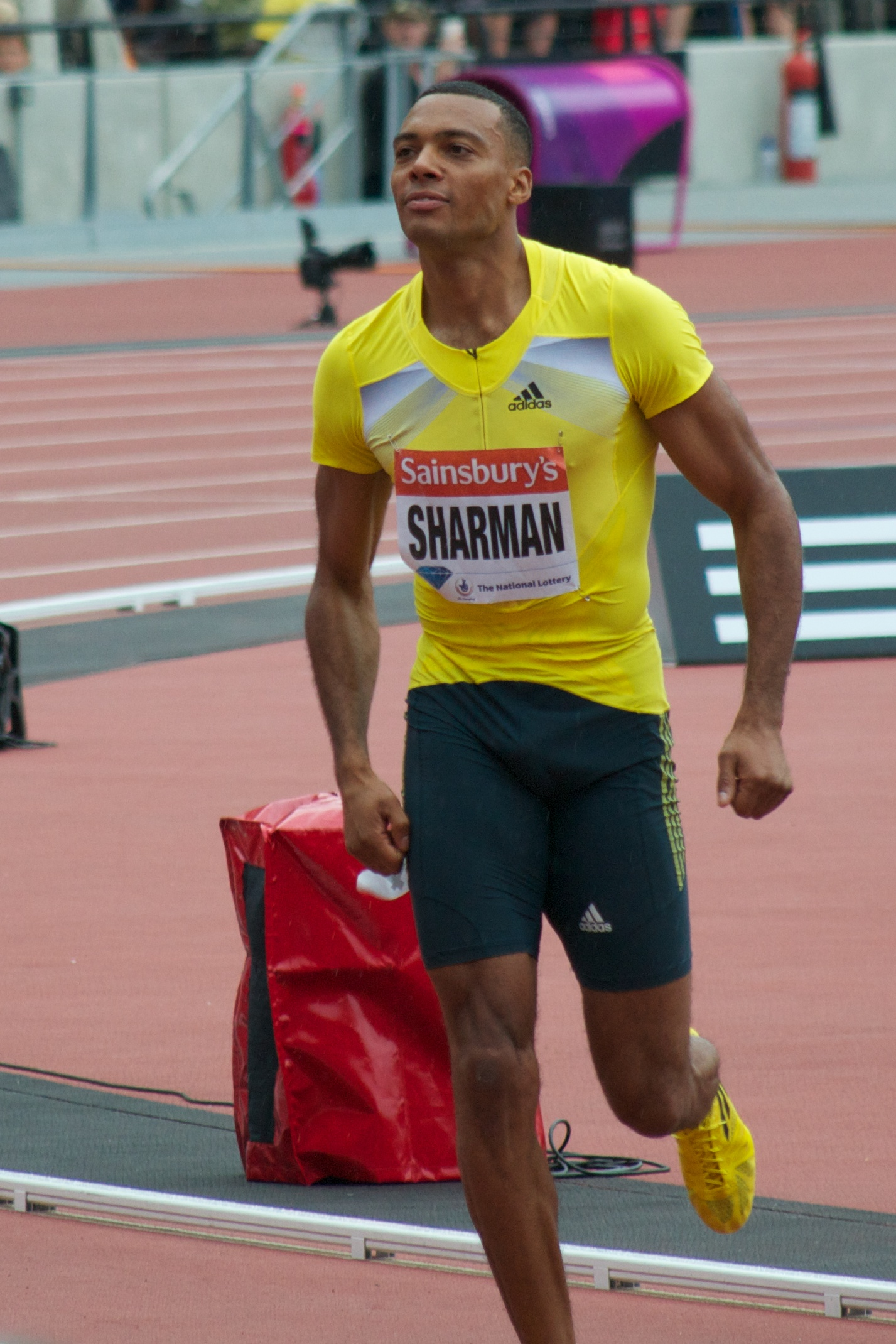
Will Sharman belegte den geteilten fünften Rang
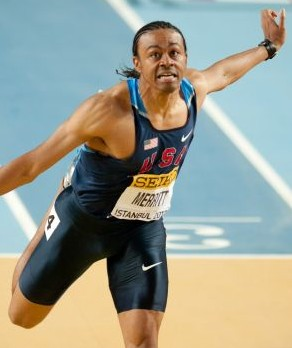
Aries Merritt – gemeinsam mit Will Sharman auf Platz fünf
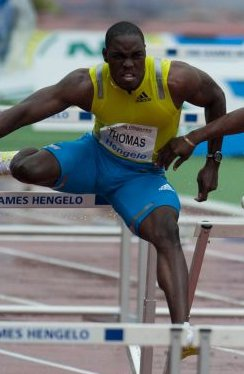
Dwight Thomas erreichte in diesem Rennen nicht das Ziel
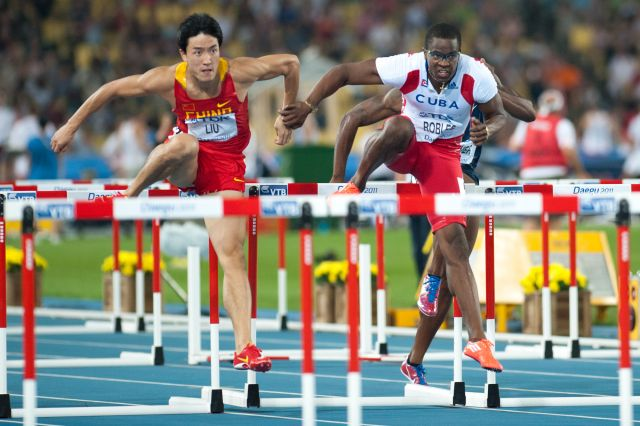
Dayron Robles – hier bei der ersten seiner beiden Behinderungen gegen Liu Xiang – war als Erster im Ziel, wurde jedoch wegen der Behinderungen disqualifiziert

## Video
- Dayron Robles is disqualified in the Men's 110 metres Hurdles Final, youtube.com, abgerufen am 21. Dezember 2020